# Jean-Baptiste Dulac
Pour les articles homonymes, voir Dulac.
Jean-Baptiste Dulac, dit James Dulac, né le  3 juin 1822 à Montbrison (Loire) et mort le 3 juillet 1892 dans la même commune, est un architecte et photographe français.

## Biographie
Fils de Pierre Dulac et d’Antoinette Chancollon, Jean-Baptiste Dulac est agent voyer (fonctionnaire chargé de la gestion de la voirie) dans plusieurs secteurs de la Loire et architecte à Montbrison.

### Architecte photographe au service du patrimoine
James Dulac intervient dans plusieurs sociétés savantes de la Loire en tant qu’architecte, mais aussi comme photographe (il est cité comme photographe à Montbrison dès 1870). Membre titulaire de la Diana, société savante du Forez, dès 1886 jusqu'à sa mort en 1892, Il intervient également à la Société d’agriculture, industrie, sciences, arts et belles lettres du département de la Loire qui siège à Saint-Etienne.
Il contribue à plusieurs études du patrimoine bâti du Forez comme la collégiale Notre-Dame à Montbrison, les fortifications de Champdieu ou les ruines de Sainte-Eugénie à Moingt. Il utilise également la photographie dans ses études architecturales à l'image des relevés photographiques du patrimoine ancien de Montbrison (1860-1870) ainsi que de la Bâtie d'Urfé,.

### Investissement politique
Plusieurs fois élu conseiller municipal, James Dulac est élu adjoint au maire le 3 février 1887, place qu’il occupera jusqu’à sa mort avec sa réélection en mai 1892 comme adjoint du docteur Paul Dulac.